# Балаовит
Балаовит (арм. Բալահովիտ) — гавар провинции Цопк Великой Армении. На сегодняшний день территория исторического гавара Пагнатун находится в границах Турции.

## История
В 62 году н. э. на западе Балаовита произошла битва при Рандее.

## География
Балаовит находится в центральной части провинции Цопк. На юго-западе Балаовит граничит с гаваром Андзит, на северо-западе — с гаваром Цопк-Шауни провинции Цопк, на севере — с гаваром Пагнатун провинции Цопк, на востоке — с гаваром Аштянк провинции Цопк на юге — с гаваром Ангехтун провинции Ахдзник.
Столицей и крупнейшим городом Балаовита является Аршамашат (Самосата).
На всей протяжённости Балаовита с запада на восток протекает река Арацани.
На юго-западе гавара находится гора Мастара.
В центральной части гавара, на реке Арацани располагается крепость Балу.